# Niccolò Spalletta
Niccolò Spalletta (ou Niccolò da Caccamo) est un prêtre dominicain et peintre de la Renaissance actif au XVIe siècle à Caccamo et Palerme en Sicile.

## Biographie
Les lieux et dates de naissance et de mort sont inconnus.
En 1526, il réalise des fresques à Palerme et en 1530 à Caccamo  dans le cloître du monastère dominicain de Palerme dont il ne reste que des fragments. En 1556, il peint des fresques à l'église Santa Caterina de Termini Imerese.

## Œuvres
- La vie des saints, fresques, (1546), Chiesa Santa Caterina , Termini Imerese.
- Scènes de l'Apocalypse et Scènes de la vie de saint Dominique (1556), Cloître de l'église San Domenico de Palerme.